# 尤里·沃斯克列先斯基
尤里·瓦列里耶维奇·沃斯克列先斯基（1977年2月24日—），白俄羅斯政治家、商人。他是白俄羅斯共產黨黨員，該黨支持亚历山大·卢卡申科的統治。2010年被邀請加入全白俄羅斯人民大會，參加卢卡申科的總統就職典禮。2010年至2014年期間，曾擔任明斯克議會議員。
2019年，至少有3家與沃斯克列先斯基相關的公司被俄羅斯聯邦醫植物衛生監督局列為非法向俄羅斯出口違禁食品的公司，他們通過俄羅斯領土向哈薩克斯坦和吉爾吉斯斯坦出口假貨。沃斯克列先斯基接受采訪時聲稱醫植物衛生監督局的指控是錯誤的。
2020年白俄羅斯總統選舉期間，他組織了一場「民主力量圓桌會議」，打算成為一個對話平台，但所有主要反對派人士都拒絕與他合作。沃斯克列森斯基有時被指控為白俄羅斯共和國國家安全委員會工作。